# Idioscopus grossus
Idioscopus grossus är en insektsart som beskrevs av Freytag och Knight 1966. Idioscopus grossus ingår i släktet Idioscopus och familjen dvärgstritar. Inga underarter finns listade i Catalogue of Life.